# 沃特湖
63°2′47″N 32°30′36″E / 63.04639°N 32.51000°E
沃特湖（俄语：Воттозеро），是俄羅斯的湖泊，位於該國西北部，由卡累利阿共和國負責管轄，面積9.34平方公里，海拔高度170.9米，湖岸線長度23.5公里，集水區面積370平方公里，平均水深2.8米，最大水深11米。